# Jeanne Janssen-Peeraer
Jeanne Janssen-Peeraer geboren Jeanne Peeraer (Merksplas, 17 augustus 1927 - 29 oktober 2017) was een Belgisch politica voor de CVP.

## Levensloop
Janssen-Peeraer was werkzaam bij het ACW.
Van eind juni 1976 tot april 1977 zetelde ze voor het arrondissement Turnhout in de Kamer van volksvertegenwoordigers als opvolgster van de ontslagnemende Frans Van Mechelen. In de periode oktober 1976-april 1977 had ze als gevolg van het toen bestaande dubbelmandaat ook zitting in de Cultuurraad voor de Nederlandse Cultuurgemeenschap, die op 7 december 1971 werd geïnstalleerd en de verre voorloper is van het Vlaams Parlement.